# Moissannes
Moissannes ist eine französische Gemeinde in der Region Nouvelle-Aquitaine, im Département Haute-Vienne, im Arrondissement Limoges und im Kanton Saint-Léonard-de-Noblat. Sie grenzt im Norden an Sauviat-sur-Vige, im Osten an Auriat, im Südosten an Champnétery, im Südwesten an Saint-Léonard-de-Noblat und im Nordwesten an Le Châtenet-en-Dognon.

## Bevölkerungsentwicklung
| Jahr      | 1962 | 1968 | 1975 | 1982 | 1990 | 1999 | 2008 | 2013 |
| --------- | ---- | ---- | ---- | ---- | ---- | ---- | ---- | ---- |
| Einwohner | 505  | 406  | 312  | 301  | 302  | 299  | 353  | 391  |

## Wirtschaft
Henri Skiba, von 1978 bis 1981 Fußballtrainer beim FC Limoges, gründete in dieser Zeit eine Forellenzucht, die noch nach der Jahrtausendwende im Besitz seiner Familie war.
In einer Mühle wird Mehl produziert.

## Kultur
Eine Stele erinnert an die Gefangennahme des Waffen-SS-Sturmbannführers Helmut Kämpfe während des Zweiten Weltkriegs.